# 문평초등학교
문평초등학교는 대한민국 전라남도 나주시 문평면 동원리에 있는 공립 초등학교이다.

## 학교 연혁
- 1932년 9월 1일 문평공립보통학교 개교(설립인가 6월 22일)
- 1938년 4월 1일 문평공립심상소학교로 개칭
- 1941년 4월 1일 문평공립국민학교로 개칭
- 1996년 3월 1일 문평초등학교 교명 개칭
- 2010년 3월 1일 문평남초등학교 통폐합
- 2013년 2월 20일 제80회 졸업(총 5,453명 배출)
- 2015년 2월 13일 제82회 졸업(총 5,469명 배출)
- 2017년 3월 1일 제36대 안순희 교장 부임
- 2018년 2월 9일 제85회 졸업(총 5,480명 배출)

## 학교 상징
- 교화 - 동백꽃 : 맑고 밝은 품성, 따스한 인정, 봉사하는 마음
- 교목 - 향나무 : 빛나는 전통, 꿋꿋한 기상, 따뜻한 마음
- 교색 - 파랑 : 청결하고 고귀한 기상, 푸른꿈, 정진하는 자세

## 참고 자료
- 문평초등학교 - 한국교육학술정보원 학교알리미